# Tatra 603
Tatra 603 – samochód osobowy klasy luksusowej produkcji czechosłowackiej fabryki Tatra, produkowany w latach 1956–1975. Napędzany był silnikiem w układzie V8 o pojemności 2,4 l umieszczonym z tyłu.

## Historia
- Tatra V570 1931, 1933
- Tatra 77 1933-1938
- Tatra 87 1936-1950
- Tatra 97 1936-1939
- Tatra 600 Tatraplan 1946-1952
- Tatra 603 1956-1975

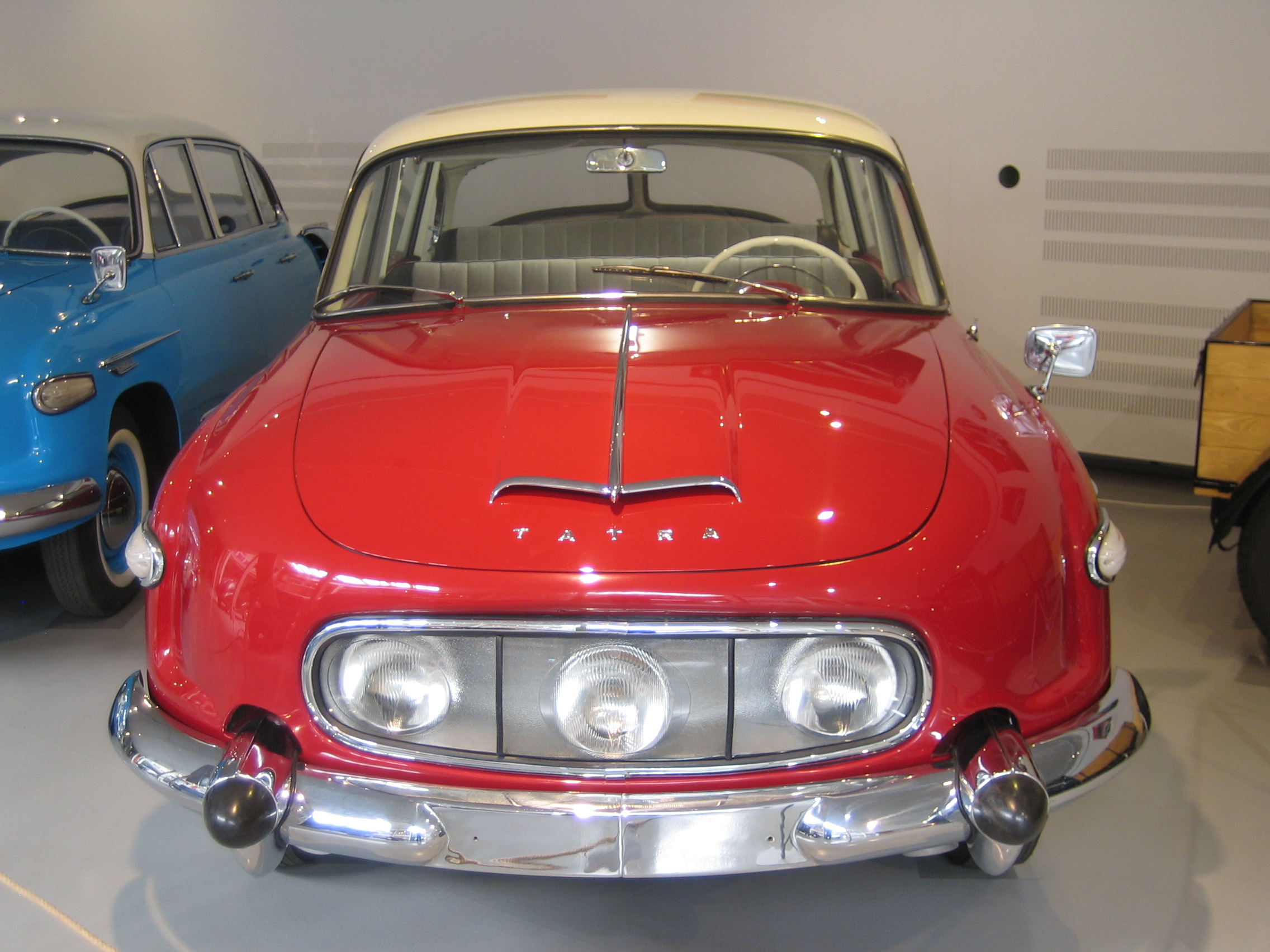
Tatra 603 – przód (wczesny model)

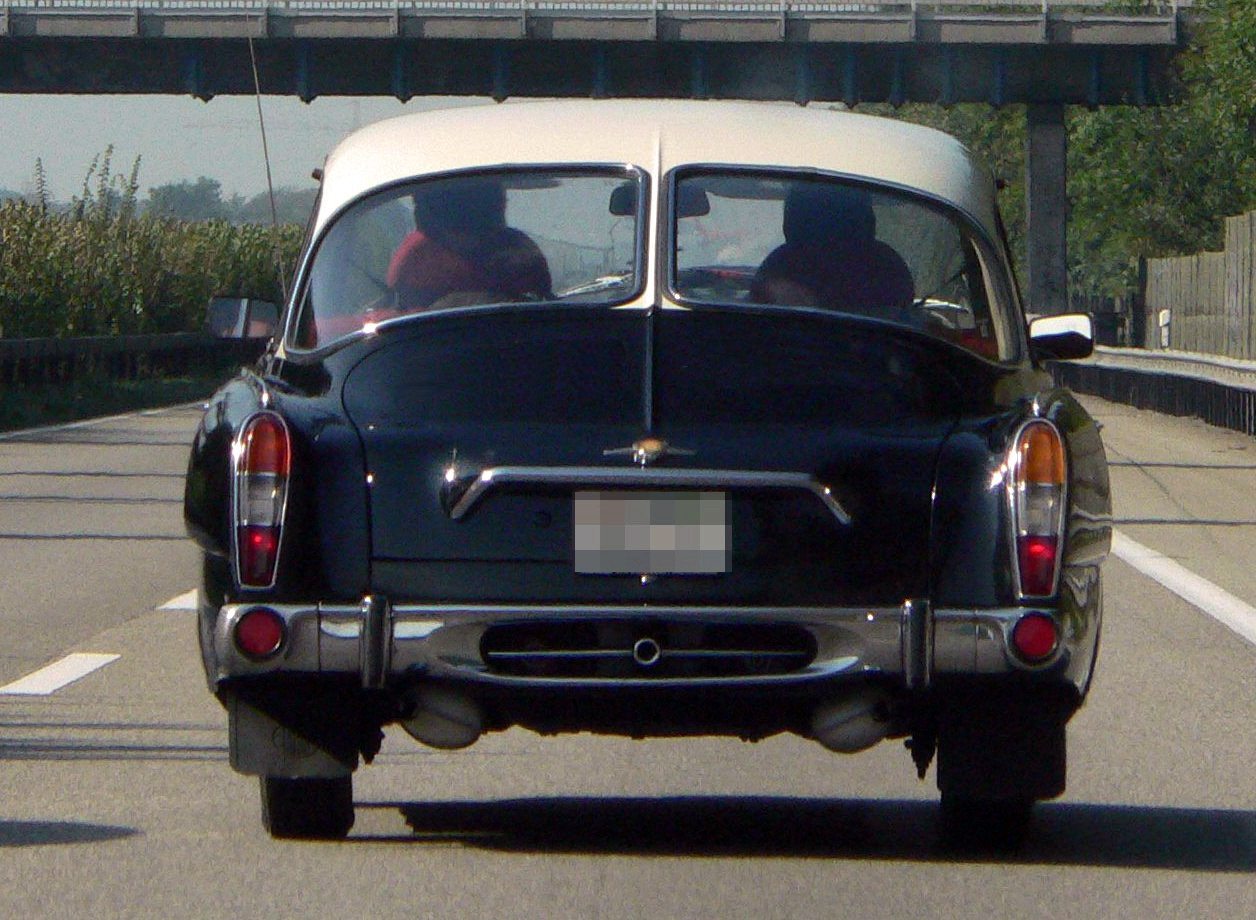
Tatra 603 – tył

Model T603 charakteryzował się nietypowym kształtem. Silnik umiejscowiono z tyłu pojazdu, podobnie jak np. w samochodach Porsche 911, Volkswagen Garbus, Škoda 1000 MB, Zastava 750 czy Fiat 126. Był to silnik w układzie V8 o pojemności 2,5 litra, który w 1964 r. zamieniono na mocniejszy, ale o mniejszej pojemności – 2,4 litra. Większą moc uzyskano podnosząc stopień sprężania. Tak zmieniony samochód otrzymał oznaczenie T2-603. Górnozaworowy silnik był zasilany dwoma dwuprzelotowymi gaźnikami Jikov. Cechą charakterystyczną było chłodzenie silnika powietrzem. Samochód miał dużą masę, jednak mimo silnika o niezbyt dużej mocy uzyskiwał dużą prędkość maksymalną - ok. 170 km/h. Przyczyniała się do tego dobra aerodynamika samochodu. Przyspieszenie od 0 do 100 km/h wynosiło 14 sekund. Duża masa samochodu oraz niezbyt oszczędny silnik (dość niski stopień sprężania) przyczyniały się do dużego zużycia paliwa. Pomimo tych wad samochód zajął trzykrotnie pierwsze miejsce w rajdzie Marathon de la Route w 1966 roku.

## Budowa

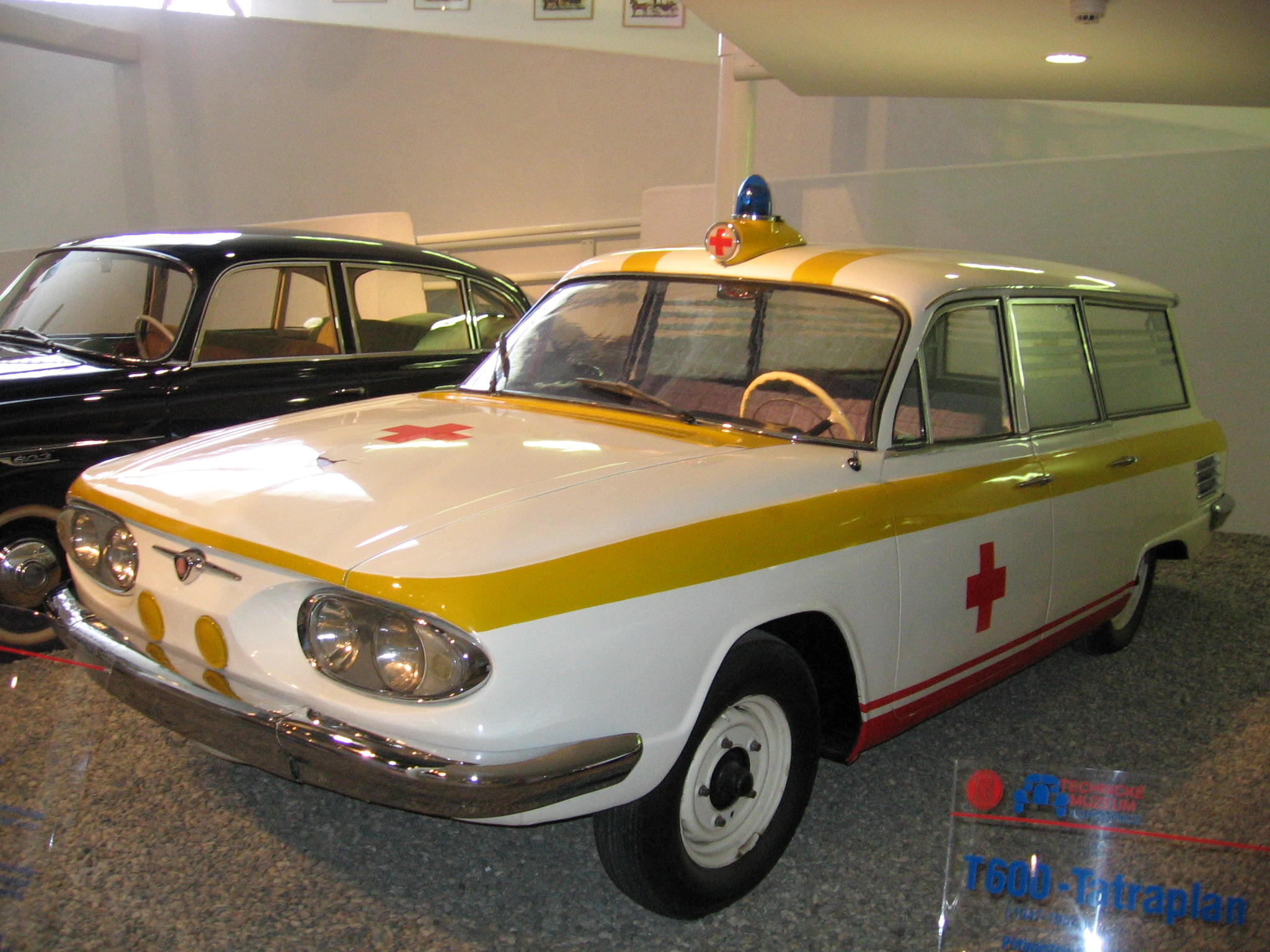
Tatra 603 ambulans - prototyp

Z przodu zawieszenie było niezależne, z goleniami resorującymi MacPhersona, wahaczami wzdłużnymi i śrubowymi sprężynami resorującymi oraz teleskopowymi amortyzatorami. Model miał hamulce tarczowe na wzór Jaguara, ze wspomaganiem (od 1970 – wcześniej montowano hamulce bębnowe). T603 nie miał podwozia o centralnej ramie, ale konstrukcję skorupową o długości 5,05 m. Rozstaw osi był krótki. W obu tylnych błotnikach zamontowano wloty służące chłodzeniu silnika. W środku znajdowały się winylowe siedzenia – duża kanapa z przodu – ze wstawkami z tkaniny lub weluru. Wyposażenie było charakterystyczne dla tego okresu, długi jajowaty prędkościomierz przypominał kształtem zewnętrzną osłonę świateł. Dźwignia zmiany biegów była połączona z dużą dwuramienną kierownicą z bakelitu z chromowanym pierścieniem klaksonu. Pod gumową wykładziną znajdowała się dźwiękoszczelna guma piankowa, która zatrzymywała wodę z wnętrza pojazdu, co doprowadzało do korozji elementów metalowych samochodu. Bagażnik umiejscowiony z przodu samochodu miał niewielką pojemność, miejsce na bagaż znajdowało się też za oparciem tylnej kanapy.

### Dane techniczne
- Silnik ośmiocylindrowy, widlasty o pojemności 2545 cm³ i 2472 cm³
- Prędkość maksymalna: 158 km/h, 167 km/h
- Zużycie paliwa: ok. 13 l/100 km i 12 l/100 km
- Moc: 95 KM i 105 KM (w zależności od wersji silnika)
- Dopuszczalna masa całkowita: 1960 kg